# محمد حسن‌نژاد
محمد حسن‌نژاد نمایندهٔ دورهٔ نهم و دهم مجلس شورای اسلامی و عضو کمیسیون اقتصادی مجلس شورای اسلامی از حوزهٔ انتخابیهٔ مرند و جلفا در استان آذربایجان شرقی است.